# محطة قطار بنيامينا
محطة قطار بنيامينا (بالعبرية: תחנת הרכבת בנימינה تَخَنَاتْ هَارَكِيڤِتْ بِنْيَامِينَا) هي محطة ركاب تابعة لخطوط السكك الحديدية الإسرائيلية تخدم منطقة المجالس المحلية بنيامينا-چڤعات عادة وأور عكيڤا وزخرون يعقوڤ. تقع المحطة بالقرب من المنطقة الصناعية في جنوب بنيامينا على خط السكة الحديدية الساحلية. في الواقع، تقسم السكة الحديدية بنيامينا إلى منطقة شرقية ومنطقة غربية.

## الموقع
تقع المحطة على الخط الساحلي بين الشمال والجنوب وتقع في الجزء الجنوبي من بنيامينا. تقع في شارع هَامِسِيلَا (بالعبرية: המְסִילָּה) بمعنى السكة. بجانب طريق زخرون يعقوڤ – پرديس حنا-كركور (شارع 652).

## تاريخ
اُفتتحت المحطة في 11 يوليو 1921 كمحطة توقف على خط السكة الحديدية الساحلية، شيدها البريطانيون خلال فترة انتدابهم على فلسطين. بعد قيام دولة إسرائيل أصبحت واحدة من محطات الشحن والركاب على خط سكة حديد تل أبيب – حيفا. بسبب الكثافة السكانية المنخفضة نسبيًا وقلة الأماكن المهمة في المنطقة كانت أهمية المحطة ضئيلة.
خلال أواخر التسعينيات خضعت المحطة لتغييرات هائلة، سواءً في التصميم أو دورها في شبكة السكك الحديدية الإسرائيلية. خضعت المحطة لعملية إعادة بناء واسعة شملت إنشاء رصيف جزيرة إضافي ونفق أسفل السكة الحديدية يربط الأرصفة وجسرين متجاورين فوقها، وكذلك توسعة مبنى المحطة مع الحفاظ على الهيكل الحجري الأصلي. في نفس الوقت نفذت شركة قطار إسرائيل خطة جعلت محطة قطار بنيامينا في أقصى شمال خط الضواحي لتل أبيب (بنيامينا / نتانيا - تل أبيب - رحوڤوت / أشكلون) والمحطة الأخيرة قبل تل أبيب للقطارات بين المدن التي تسير على طريق حيفا – تل أبيب. جعلت هذه التغييرات محطة قطار بنيامينا من أهم محطات التبادل في شبكة قطار إسرائيل بأكملها.
في 16 تموز (يوليو) 2001 كانت محطة قطار بنيامينا مسرحًا لتفجير انتحاري، تم تنفيذ العملية على يد فلسطيني أرسلته حركة الجهاد الإسلامي وفجّر نفسه على رصيف مزدحم أدّى إلى مقتل جنديين من جيش الدفاع الإسرائيلي، رجل وامرأة، وإصابة جندي آخر بجروح بالغة وما لا يقل عن 8 مدنيين.
خلال الصراع الإسرائيلي اللبناني عام 2006 عملت المحطة لفترة وجيزة بعد إعلان شركة قطار إسرائيل تعليق جميع خدمات القطارات في شمال بنيامينا نتيجة سقوط صاروخ كاتيوشا لحزب الله على محطة قطار في حيفا في 16 تموز (يوليو) 2006، أدى إلى مقتل 8 من عمال قطار إسرائيل. أُعيدت خدمة القطارات إلى كل من محطة قطار عتليت ومحطة قطار حوف هكرمل بعد عدة أيام، بعد ضغوطات جماهيرية شديدة.

## تصميم

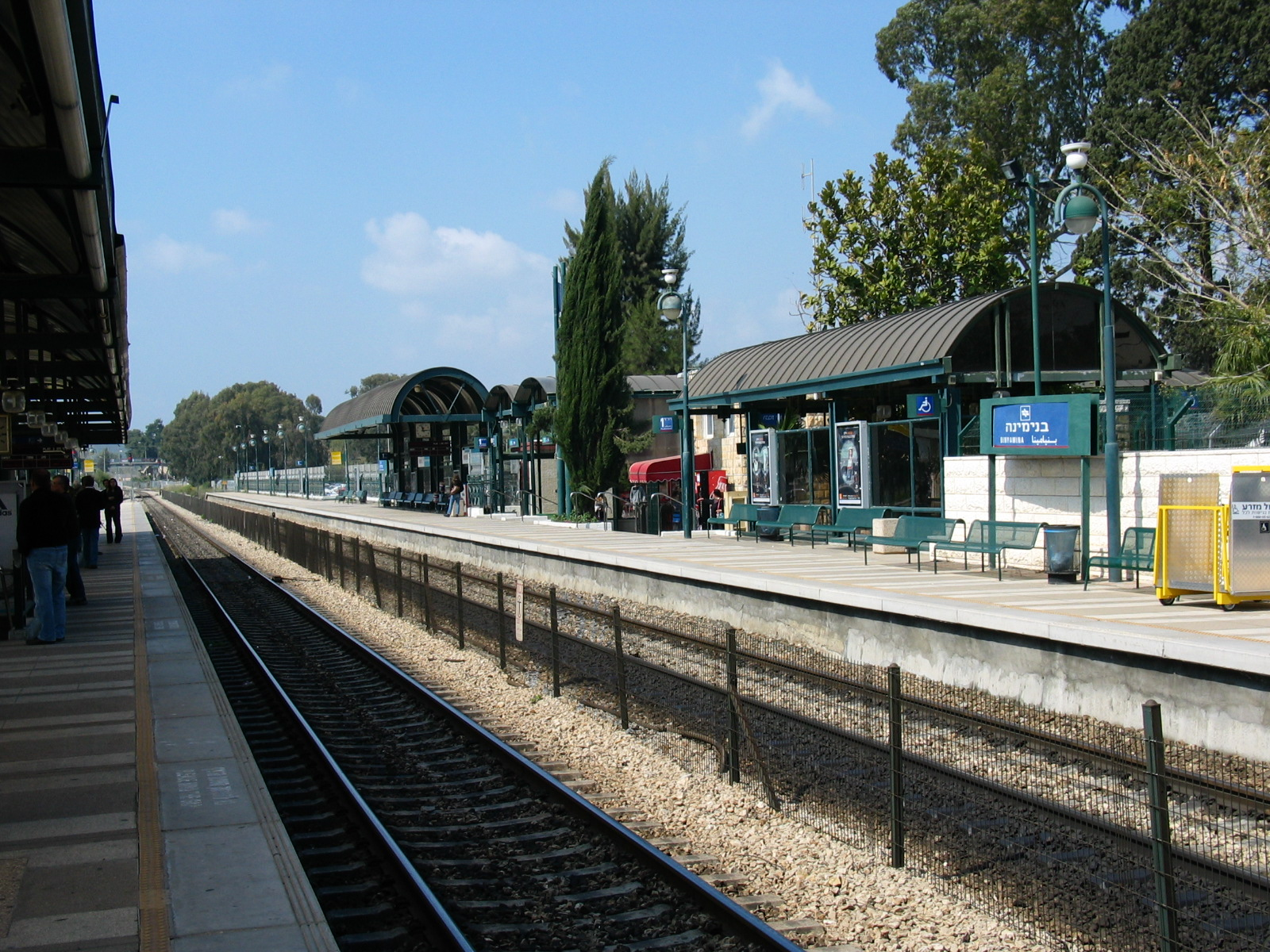
الأرصفة 1 و2 في المحطة

يمر بالمحطة سكة حديد مزدوجة (سكة لكل اتجاه)، سكة غربية (ملاصقة لرصيف 2) للقطارات المتجهة شمالًا، وسكة شرقية (ملاصقة لرصيف 1) للقطارات المتجهة جنوبًا. هُناك سكة إضافية تمر بالمحطة (ملاصقة لرصيف 3) تُستخدم للقطارات التي أنهت رحلتها في المحطة، وتتفرع هذه السكة غرب السكة المزدوجة جنوب المحطة لتعود إليها مرة أخرى شمال المحطة. في نفس الوقت يتفرع من السكة الإضافية مسارين آخرين لكنهما غير ملاصقين للأرصفة ويُستخدما فقط لقطارات الشحن.
رصيف 1 هو رصيف جانبي مجاور لصالة الركاب. الأرصفة 2 و3 هي أرصفة جزيرة لا يُمكن الوصول إليها إلا عن طريق الممر السفلي أو الممر العلوي. يوجد جسر لتجاوز المحطة والسكك الحديدية. الدخول إلى المحطة أو الخروج منها ممكن فقط من خلال صالة الركاب المجاورة لرصيف 1. المحطة مفتوحة في جميع ساعات النهار (حتى في الليل). تحتوي صالة الركاب على بوابتين - البوابة الرئيسية (شرق صالة الركاب) بالقرب من مواقف الباصات في الشارع الذي يمر بجوار المحطة وفي المنطقة الجنوبية من موقف السيارات حيث توجد مواقف سيارات الأجرة. البوابة الثانوية (شمال صالة الركاب) ملاصقة لماكينات البيع الذاتي ودورات المياه العامة والمنطقة الشمالية من موقف السيارات.

تخطيط محطة قطار بنيامينا

## الحافلات
| الشركة  | الخط  | المسار                                                                                    | ملاحظات جانبية              |
| ------- | ----- | ----------------------------------------------------------------------------------------- | --------------------------- |
| كافيم   | 1     | مدرسة أورط - همسيلاه - محطة القطار - المنطقة المغربية                                     | ♿ 🔄 داخلي                 |
| كافيم   | 9     | بنيامينا - أور عكيفا - قيسارية                                                            | ♿                          |
| كافيم   | 10/11 | بنيامينا - برديس حنا-كركور - أور عكيفا                                                    | ♿                          |
| كافيم   | 21    | بنيامينا - برديس حنا-كركور - الخضيرة                                                      |                             |
| كافيم   | 35    | بنيامينا - ألوني يتسحاك - غفعات عادة - رغافيم - غفعات نيلي - عميكام - أفيئيل - غفعات عادة | 🚆                          |
| كافيم   | 36    | بنيامينا - غفعات عادة                                                                     | 🚆 داخلي                    |
| كافيم   | 45    | بنيامينا - برديس حنا-كركور - وادي عارة - أم الفحم                                         |                             |
| كافيم   | 48    | بنيامينا - كفر قرع - عارة - عرعرة - عين السهلة - العريان                                  |                             |
| كافيم   | 50    | بنيامينا - معسكر رجافيم                                                                   |                             |
| كافيم   | 59    | بنيامينا - برديس حنا-كركور - غان هشومرون - باقة الغربية - جت                              |                             |
| كافيم   | 69    | برديس حنا-كركور - بنيامينا - جسر الزرقاء                                                  |                             |
| كافيم   | 70    | زخرون يعكوف - بنيامينا - برديس حنا-كركور - الخضيرة                                        |                             |
| كافيم   | 71    | بنيامينا - برديس حنا-كركور - معسكر 80 - حريش                                              |                             |
| سوبربوس | 156   | بنيامينا - يوكنعام عيليت - تقاطع هتشبي - مدراخ عوز - هيوغيف - تقاطع مجيدو - العفولة       |                             |
| سوبربوس | 157   | بنيامينا - يوكنعام عيليت                                                                  |                             |
| كافيم   | 173   | بنيامينا - الفريديس                                                                       |                             |
| إيجد    | 202   | برديس حنا-كركور - بنيامينا - زخرون يعكوف - المجلس الإقليمي حوف هكرمل - حيفا               |                             |
| كافيم   | 263   | زخرون يعكوف - بنيامينا - أور عكيفا - نتانيا - مُبدل هسيرا - تل أبيب                        | 🌙                          |
| كافيم   | 693   | بنيامينا - معجين ميخائيل - عين أيالة - عوفر - مركز ميراب                                  |                             |
| كافيم   | 694   | بنيامينا - زخرون يعكوف - معيين تسفي - نحشوليم - دور - كيرم ماهرال -مركز ميراب             |                             |
| كافيم   | 701   | بنيامينا - زخرون يعكوف                                                                    | 🚆                          |
| كافيم   | 708   | زخرون يعكوف - بنيامينا - برديس حنا-كركور - الخضيرة - مفرق هشرون - نتانيا                  | سفريات يومية لكلا الاتجاهين |
| إيجد    | 873   | بنيامينا - تل أبيب                                                                        | مباشر، في نهاية الأسبوع فقط |

- ♿ - حافلات داخل المدينة مُجهَّزة لذوي الاحتياجات الخاصة
- 🔄 - خط دائري
- ⁦⬅️⁩ - خط اتجاه واحد
- 🚆 - خط متوافق مع أوقات القطارات
- 🌙 - خط ليلي